# Karina (cantante)
Karina, pseudonimo di María Isabel Llaudes Santiago (Jaén, 4 dicembre 1945), è una cantante spagnola.
Ha partecipato all'Eurovision Song Contest 1971 con il brano En un mundo nuevo, in rappresentanza della Spagna, classificandosi al secondo posto.